# Andrew Lear
Andrew Lear (ur. 21 grudnia 1958 w Bostonie) – amerykański filolog klasyczny, historyk. Zajmuje się historią homoseksualizmu.
Kształcił się na Uniwersytecie Harvarda oraz na Uniwersytecie Kalifornijskim w Los Angeles. Jest współautorem książki poświęconej świadectwom miłości homoseksualnej w sztuce greckiej.

## Publikacje
- Images of Ancient Greek Pederasty: Boys Were Their Gods (współautorstwo, 2008)[4]